# مقابر جماعية في سوريا
تم العثور على عدد من المقابر الجماعية بعد سقوط نظام الأسد في ديسمبر/كانون الأول 2024. كان الموقع الرئيسي يقع في القطيفة ، على بعد حوالي 37 كم (23 ميلاً) شمال دمشق ، مع اكتشاف مقابر جماعية إضافية في جميع أنحاء ريف دمشق الجنوبي وفي جنوب سوريا. وتوقع المحققون أن يحتوي موقع القطيفة الرئيسي على بقايا بشرية لما لا يقل عن 100 ألف شخص قُتلوا بشكل منهجي وخارج نطاق القضاء.

## الاكتشاف
بعد سقوط نظام الأسد في منتصف ديسمبر/كانون الأول 2024، تم الكشف عن قبور منسوبة إلى حكم عائلة الأسد، بما في ذلك بشار الأسد ووالده حافظ الأسد، من قبل منظمات غير حكومية مثل هيومن رايتس ووتش إلى جانب العديد من الباحثين الأكاديميين المرتبطين بمعهد NIOD لدراسات الحرب والهولوكوست والإبادة الجماعية وجامعة أمستردام . قد نفذ نظامهم عمليات قتل خارج نطاق القضاء على نطاق واسع، وفقًا لجماعات المتمردين السوريين والمدنيين السوريين والخبراء الأكاديميين، وخاصة داخل نظام السجون السوري، مما أسفر عن سقوط مئات الآلاف من الضحايا على مدى عدة عقود. أفادت اللجنة الدولية للمفقودين، ومقرها في لاهاي بهولندا، بوجود ما لا يقل عن 66 موقعًا للمقابر الجماعية في جميع أنحاء سوريا.
يبلغ إجمالي عدد المختفين منذ عام 2011 أكثر من 100 ألف شخص، بحسب فريق الطوارئ السوري . قد وثقت منظمات، بما في ذلك المرصد السوري لحقوق الإنسان، ما يقرب من 80 ألف حالة وفاة مؤكدة بين المفقودين، بالإضافة إلى 60 ألف شخص آخرين يُعتقد أنهم ماتوا بسبب التعذيب.

### دمشق

#### القطيفة
تعتبر المقبرة الجماعية التي عثر عليها في القطيفة بريف دمشق على بعد 25 كيلومتراً شمال العاصمة، الاكتشاف الأضخم من حيث الكمية، حيث وصفها المحققون بأنها موقع دفن مركزي لنظام الأسد. قدر المحققون أن المقبرة الجماعية تحتوي على بقايا بشرية تعود إلى ما لا يقل عن 100 ألف شخص. وصف باحثون أكاديميون، ومن بينهم أستاذ دراسات الإبادة الجماعية في جامعة أمستردام، أوغور أوميت أونغور، الموقع بأنه "انعكاس لآلة القتل التي يستخدمها نظام الأسد". تم تحديد المخابرات الجوية السورية باعتبارها المنظمة الأساسية المسؤولة عن نقل الأفراد المتوفين من المرافق الطبية أو السجون إلى مواقع الدفن.
أفاد شهود عيان محليون أنهم شاهدوا قوات الأمن تنقل الجثث في حاويات مبردة طوال الحرب الأهلية السورية. قد أدلى الزعيم الديني عبد القادر الشيخة بشهادته حول إجراء مراسم دفن لما لا يقل عن 100 ضحية في مساحة 30 مترًا مربعًا، قبل استبعاده من المزيد من المراسم من قبل الشرطة السرية.

#### نجها
العثور على مقبرة جماعية ثانية كبيرة في نجها في ريف دمشق الجنوبي. أشارت التقييمات الأولية التي أجراها خبراء دوليون إلى احتمال وجود عشرات الآلاف من الضحايا. تزايد تعقيد الموقع بسبب قربه من مقبرة موجودة بالفعل، حيث اكتشف المحققون أن بعض الضحايا دفنوا تحت قبور تم إنشاؤها مسبقًا. كشفت الفحوصات التي أجريت على مستوى السطح عن بقايا بشرية مكشوفة، بما في ذلك فقرات وشظايا عظم الفخذ.

#### التضامن
كشف فحص هيومن رايتس ووتش لحي التضامن في جنوب دمشق عن وجود مقبرة جماعية مرتبطة بمذبحة التضامن في أبريل/نيسان 2013، إلى جانب بقايا بشرية إضافية منتشرة في جميع أنحاء المنطقة تحمل علامات تتفق مع عمليات قتل على غرار الإعدام. أظهر التحليل المكاني للموقع وجود قبر تم حفره آليًا تبلغ أبعاده حوالي ثلاثة أمتار في سبعة أمتار، وعمق مترين. وأظهرت أدلة الفيديو الأولية التي جمعها الباحثون إعدام 41 فرداً خلال حادثة واحدة، بما في ذلك مقتل 11 ضحية معصوبي الأعين "أطلق عليهم الرصاص من مسافة قريبة" ثم دفعوا إلى القبر المحفور مسبقاً إلى جانب 13 جثة أخرى. وتشير أدلة إضافية إلى مقتل ما لا يقل عن 288 شخصًا، من بينهم سبع نساء واثني عشر طفلاً، في منطقة التضامن الأوسع.

#### عدرا
في ضاحية عدرا شمال غرب دمشق، على بعد نحو 10 كيلومترات من وسط المدينة، اكتشف المحققون مواقع دفن متعددة داخل منطقة محاطة بسور. تمكنت فرق الخوذ البيضاء الإنسانية من انتشال بقايا هياكل عظمية مخزنة في أكياس بلاستيكية بيضاء، حيث تشير النتائج الأولية إلى وجود سبع جثث على الأقل في مكان واحد. وقد نفذت فرق الاسترداد إجراءات توثيق منهجية، وجمع عينات من الحمض النووي، وحفظ الأدلة لجهود تحديد الهوية المستقبلية.

#### الحسينية
تم تحديد موقع مقبرة جماعية في الحسينية على طول الطريق المؤدي إلى مطار دمشق الدولي من خلال تحليل صور الأقمار الصناعية.

#### السيدة زينب
في 18 كانون الأول/ديسمبر 2024، عثر عناصر الخوذ البيضاء السورية على مقبرة جماعية في ضاحية السيدة زينب بدمشق، تحتوي على رفات بشرية لما لا يقل عن 21 شخصاً. وتقع المقبرة الجماعية في حي تقطنه أغلبية شيعية بالقرب من مسجد السيدة زينب ، في موقع استخدمه حزب الله والميليشيات المدعومة من إيران قبل سقوط نظام الأسد. قد تم العثور على العديد من البقايا البشرية في قطع صغيرة أو في شظايا غير مكتملة.

### دير الزور
في 16 ديسمبر 2024، تم اكتشاف مقبرة جماعية تم إنشاؤها مؤخرًا تحتوي على جثث 17 جنديًا من الجيش السوري تم إعدامهم في البادية السورية بالقرب من دير الزور.

### جنوب سوريا
اكتشف المحققون اثنتي عشرة مقبرة جماعية منفصلة في جنوب سوريا. كان أحد المواقع الجديرة بالملاحظة بشكل خاص يحتوي على 22 ضحية، بما في ذلك النساء والأطفال، الذين أظهروا أدلة على التعذيب والإعدام.

#### عزرا
في 16 كانون الأول/ديسمبر، تم اكتشاف 15 جثة، بينها نساء وأطفال، مدفونة في مزرعة الكويتي بالقرب من إزرع ، وهي منطقة كانت خاضعة في السابق لسيطرة ميليشيا مرتبطة بفرع الأمن العسكري.

#### قرفة
في 22 كانون الأول/ديسمبر، تم اكتشاف مقبرة جماعية تحتوي على رفات 93 مدنياً في بلدة قرفا بمحافظة درعا. يعتقد أن جميع الضحايا قد أحرقوا أحياءً بناءً على شهادات جنود سابقين في مديرية الاستخبارات العسكرية، وكان من بينهم العديد من النساء والأطفال.

#### أم القصور
في 25 ديسمبر/كانون الأول، عُثر على ست جثث مدفونة في حقل بالقرب من أم القصور، يعود تاريخها إلى أكثر من عشر سنوات مضت.

#### الصنمين
في 3 يناير/كانون الثاني 2025، اكتشف سكان جنوب سوريا مقبرة جماعية بالقرب من الفرقة التاسعة في الصنمين ، تحتوي على بقايا هياكل عظمية وملابس، من المحتمل أنها دُفنت منذ أكثر من عقد من الزمان.

### حمص
في 23 كانون الأول/ديسمبر، تم اكتشاف مقبرة جماعية تحتوي على أكثر من 1200 شخص معتقلين في عهد نظام الأسد في حمص ، ويقال إن الجثث نقلت من مستشفى حمص العسكري.

#### القبو
في 29 كانون الأول/ديسمبر، تم اكتشاف ثلاث مقابر جماعية تضم 20 مدنياً، تم اعتقالهم على حواجز عسكرية تابعة لنظام الأسد، في بلدة القبو بمحافظة حمص.

### حلب
في 30 ديسمبر/كانون الأول، تم اكتشاف مقبرة جماعية في حلب ، حيث أفاد أحد الشهود أنه رأى مئات المعتقلين يتم دفنهم.

## الإجابة
تعهدت الحكومة السورية المؤقتة بقيادة الزعيم الفعلي أحمد الشرع بملاحقة المسؤولين عن الفظائع. طلب الشرع من الأمم المتحدة المساعدة في توثيق جرائم نظام الأسد، وأكد التزام الإدارة بتحقيق العدالة. وردًا على ذلك، حثت هيومن رايتس ووتش السلطات الانتقالية السورية على الحفاظ على الأدلة المادية الموجودة في مواقع الدفن في جميع أنحاء البلاد. كما أنشأت الحكومة الانتقالية خطًا ساخنًا للمواطنين والسجناء السابقين للإبلاغ عن أماكن السجون السرية وأماكن الدفن المحتملة.
صرح السفير الأمريكي السابق لجرائم الحرب ستيفن راب، الذي قاد العديد من الملاحقات القضائية في محاكم جرائم الحرب في رواندا وسيراليون، أن حجم عمليات القتل المنهجية المنظمة من قبل الدولة والتي تشير إليها مواقع المقابر لم يتم ملاحظتها "منذ النازيين ". أوصى خبراء دراسات الإبادة الجماعية بإنشاء مستودع للحمض النووي للمساعدة في تحديد هوية الضحايا وتوفير الراحة للأسر المتضررة.